# Pericle Felici
Pericle Felici (ur. 1 sierpnia 1911 w Segni, zm. 22 marca 1982 w Foggii) – włoski duchowny katolicki, wysoki urzędnik watykański, kardynał.

## Życiorys
Kształcił się w seminarium w Segni oraz na uczelniach rzymskich – Seminarium Papieskim oraz Papieskim Uniwersytecie Laterańskim. 28 października 1933 otrzymał w Rzymie święcenia kapłańskie. W latach 1934–1938 wykładał w Papieskim Uniwersytecie Św. Apolinarego w Rzymie, następnie był rektorem tej uczelni (1938–1948); wykładał także na Uniwersytecie Laterańskim. Otrzymał godności tajnego szambelana papieskiego (25 grudnia 1940) oraz papieskiego prałata domowego (20 września 1947); od września 1947 do 1960 był audytorem Roty Rzymskiej. W latach 1950–1959 ojciec duchowy Seminarium Papieskiego w Rzymie.
7 czerwca 1960 został mianowany sekretarzem generalnym Centralnej Komisji Przygotowawczej ds. Soboru Watykańskiego II; 3 września 1960 został arcybiskupem tytularnym Samosoty, sakry biskupiej udzielił mu 28 października t.r. w Rzymie papież Jan XXIII. W latach 1962–1965 był sekretarzem generalnym Soboru. 21 lutego 1967 mianowany proprezydentem Papieskiej Komisji Rewizji Kodeksu Prawa Kanonicznego, a 26 czerwca 1967 wyniesiony przez papieża Pawła VI do godności kardynalskiej; otrzymał tytuł diakona Sant’Apollinare alle Terme Neroniane-Alessandrine.
Od 1967 prezydent Papieskiej Komisji Interpretacji Dekretów Soboru Watykańskiego II, od sierpnia 1977 prefekt Najwyższego Trybunału Sygnatury Apostolskiej. Uczestniczył w sesjach Światowego Synodu Biskupów, pełniąc przy nich funkcje prezydenta (1967) oraz członka sekretariatu generalnego (1977–1980). Brał również udział w dwóch konklawe w 1978. 26 sierpnia i 16 października wygłosił formułę Habemus papam, a 3 września i 22 października 1978 nakładał paliusze nowym papieżom. W czerwcu 1979 został podniesiony do godności kardynała prezbitera, a w listopadzie 1979 uczestniczył w I sesji plenarnej Kolegium Kardynalskiego w Watykanie.